# Franco Mimmi
Pour les articles homonymes, voir Mimmi.
Œuvres principales
Notre agent en Judée
Franco Mimmi, né le 15 août 1942 à Bologne dans la région de l’Émilie-Romagne, est un journaliste et écrivain italien. Il est principalement connu en France pour son roman Notre agent en Judée, lauréat du prix Scerbanenco en 2000.

## Biographie
Franco Mimmi a travaillé en tant que journaliste pour les principaux journaux italiens, tels que Il Resto del Carlino, La Stampa, Il Mondo[réf. nécessaire], Italia Oggi,  Corriere della Sera, L'Espresso, Il Sole 24 Ore et L'Unità,.
Son travail d’écrivain révèle sa volonté de s’attaquer aux grands problèmes de société de notre époque. Certains de ses livres ont été traduits en français, en allemand et en espagnol.
Il obtient le prix Scerbanenco en 2000 avec le roman policier historique Il nostro agente in Giudea, traduit en français sous le titre Notre agent en Judée.

## Romans et contes
- Rivoluzione, Cappelli (1979)
- Relitti (1989)
- Villaggio Vacanze (1994)
- Il nostro agente in Giudea (2000) Publié en français sous le titre Notre agent en Judée, traduction de Françoise Liffran, Paris, Nautilus, 2001, réédition, Paris, Gallimard, Folio policier no 422, 2006.
- Un cielo così sporco (2001)
- Amanti latini, la storia di Catullo e Lesbia (2001, avec Carlo Frabetti)
- Cavaliere di Grazia (2003)
- Una vecchiaia normale (2004)
- I grandi seduttori sono lupi solitari (2005)
- Povera spia (2006)
- Lontano da Itaca (2007)
- Oracoli & Miracoli (2009)
- Tra il Dolore e il Nulla (2010)
- Corso di lettura creativa (2011)
- Una stupida avventura (2012)
- Il tango vi aspetta (2013)
- Majorca, l'isola degli scrittori (2014)
- Le tre età dell'uomo (2015)
- L'ultima avventura di Don Giovanni (2015)
- Le sette vite di Sebastian Nabokov - Secondo corso di lettura creativa (2016)
- Racconti di coppia (2016)
- Il Sogno dello Scrittore (2017)
- Fabrizio D. e la Bellezza - Passioni 1 (ebook-selfpublishing - 2018)
- Su l'arida schiena del formidabil monte sterminator (2018)
- Del Padre e del Figlio - Passioni 2 (ebook-selfpublishing - 2019)
- Ancora Venezia - Passioni 3 (ebook-selfpublishing - 2019)
- Amanti latini, la storia di Ovidio e Giulia, (2020)
- Il Topo e il Virus (ebook-selfpublishing - 2020)
- Il peggior nemico (2022)

## Essais
- Il giornalismo nella letteratura italiana moderna e contemporanea
- Ulisse: uno, cento, mille viaggi
- Imparare a leggere
- L’Unità d’Italia - Ilusión e delusioni nelle pagine di tre grandi scrittori: Anna Banti, Tomasi di Lampedusa, Federico de Roberto
- Giorgia Marangon: La poesía de Ugo Foscolo y su alter ego en francés
- La mejor amiga del Covid-19
- Quando Dante inventò Ulisse

## Prix et distinctions notables
- Prix Scanno (it) 1979.
- Prix Scerbanenco 2000 pour Il nostro agente in Giudea.